# Yvette Andréyor
Yvette Andréyor, née Yvette Royé le 6 août 1891 à Paris 14e et morte le 30 octobre 1962 à Paris 16e, est une actrice de théâtre et de cinéma française.

## Biographie

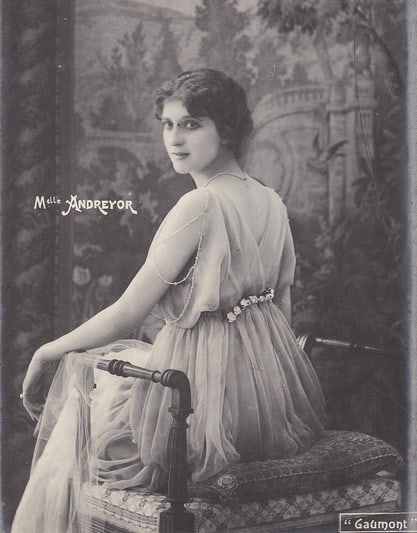
Yvette Andréyor dans Judex.

Fille de Jean-Baptiste André Royé, artiste, et de Marie-Louise Carcel, Yvette voit le jour à la maternité de Port-Royal dans le quatorzième arrondissement de Paris. À six ans, elle fait ses débuts sur la scène du Théâtre de l’Odéon. Elle poursuit son apprentissage artistique au conservatoire où elle sera primée en 1913. Puis elle joue notamment au théâtre Antoine et en Belgique.
Yvette Andréyor fait ses débuts au cinéma chez Gaumont dès 1910. Pour Léonce Perret elle est, entre autres, la fille du Haleur en 1911, pour André Heuzé elle joue dans Le Bossu (1913) où elle est la première interprète d'Aurore de Nevers.
Louis Feuillade la remarque et lui fait tourner de nombreux courts métrages aux côtés de Renée Carl, René Navarre, André Luguet ou Suzanne Grandais. Tout au long des années dix, la ravissante jeune femme acquiert une certaine gloire en étant l’une des interprètes favorites de Feuillade. Fin 1912, elle est Joséphine la pierreuse dans Fantômas, film en douze épisodes avec René Navarre dans le rôle-titre. En 1916, elle est la douce Jacqueline Aubry dans Judex, la jeune veuve dont tombe éperdument amoureux le populaire héros incarné par René Cresté. Le 15 juin 1917, elle épouse le comédien Jean Toulout (ils tourneront plusieurs films ensemble et divorceront en 1926). L’année suivante, avec le tournage du dernier épisode de La Nouvelle Mission de Judex, prend fin sa collaboration avec Louis Feuillade.
Yvette travaille alors pour d’autres cinéastes : Gaston Ravel, Jacques de Baroncelli, Robert Péguy et Germaine Dulac. En 1921, la comédienne est Sava Toronthal dans Mathias Sandorf, une adaptation du roman d’aventure de Jules Verne par Henri Fescourt avec Romuald Joubé, mais aussi son époux Jean Toulout et Gaston Modot. En 1923, elle retrouve l’Odéon, le théâtre de ses débuts, et se consacre pour quelques années exclusivement à la scène. En 1928, elle retrouve cependant les plateaux de cinéma pour tourner un dernier film muet sous la direction de René Clair, Les Deux Timides avec Jim Gérald et Pierre Batcheff.
Le cinéma parlant ne s’intéresse guère à cette artiste pourtant dotée d’une belle voix et d’un talent certain. Dans les années trente, Yvette Andréyor tourne seulement des courts métrages et ne se voit confier que des seconds rôles sous la direction de Alberto Cavalcanti ou Robert Péguy. Après la deuxième guerre mondiale, elle partage entre autres l’affiche avec Georges Marchal dans Torrents (1946) et Bourvil dans Pas si bête (1946). Elle incarne l'infirmière résistante dans Un ami viendra ce soir de Raymond Bernard. L’actrice se consacre par la suite essentiellement à la scène où elle est notamment l’interprète de Luigi Pirandello pour Six personnages en quête d'auteur et de François Mauriac pour Le Feu sur la terre. Elle achève sa carrière cinématographique en 1962 en incarnant la gouvernante de Yves Vincent dans La Planque de Raoul André.
Yvette Andréyor meurt dans le 16e arrondissement de Paris, le 30 octobre 1962 à l'âge de 71 ans, dans un total anonymat, douze jours après Jean Toulout. Elle repose au cimetière parisien de Saint-Ouen (33e division).

## Filmographie
- 1910 : L'Aventurière ou Les Cigarettes narcotiques (305 m) de Louis Feuillade
- 1910 : Le Secret du corsaire rouge (262 m) de Louis Feuillade
- 1910 : Le Tricheur de Louis Feuillade
- 1910 : Le Sacrifice d'Yvonne de Léonce Perret
- 1910 : Le Ballon de Léonce Perret
- 1910 : Le Forçat, (Une production Gaumont)
- 1911 : Dans la vie (194 m) de Louis Feuillade et Léonce Perret
- 1911 : Le Fils de Locuste de Louis Feuillade
- 1911 : Le Lys brisé (224 m) de Léonce Perret
- 1911 : L'Amour et l'argent de Léonce Perret
- 1911 : La Lettre aux cachets rouges (250 m) de Louis Feuillade
- 1911 : Sous le joug (290 m) de Louis Feuillade
- 1911 : L'Oiseau blessé, de Léonce Perret et Georges-André Lacroix : Yveyye
- 1911 : Un mariage par le cinéma (261 m) de Léonce Perret
- 1911 : L'Automne du cœur (235 m) de Léonce Perret - Yvette
- 1911 : L'Étendard (252 m) de Léonce Perret
- 1911 : Comment on les garde (254 m) de Léonce Perret - Yvette
- 1911 : On ne joue pas avec le cœur (307 m) de Léonce Perret - Mme Morin
- 1911 : Comment on les prend de Léonce Perret
- 1911 : L'Ermite (258 m) de Léonce Perret
- 1911 : Le Trafiquant (345 m) de Louis Feuillade et Léonce Perret
- 1911 : L'Âme du violon de Léonce Perret
- 1911 : Nuit tragique (161 m) de Léonce Perret
- 1911 : La Vierge d'Argos de Louis Feuillade
- 1911 : La Petite Béarnaise (300 m) de Léonce Perret
- 1911 : Bacchus et Cupidon de Léonce Perret
- 1911 : L'Amour qui tue (334 m) de Léonce Perret
- 1911 : Les Béquilles de Léonce Perret
- 1911 : Le Haleur (214 m) de Léonce Perret
- 1911 : La Cure de solitude (207 m) de Léonce Perret
- 1911 : Le Mariage de Zanetto de Léonce Perret
- 1911 : Trop riche, (Une production Gaumont)
- 1911 : Quand les feuilles tombent (281 m) de Louis Feuillade - la Guizard
- 1912 : Le Bossu (1 200 m) d'André Heuzé - Aurore de Nevers
- 1912 : La Fille du Margrave (379 m) de Louis Feuillade et Léonce Perret
- 1912 : Les Blouses blanches de Léonce Perret
- 1912 : Le Mort vivant (935 m) de Louis Feuillade - la fille Barsac
- 1912 : Les Cloches de Pâques (451 m) de Louis Feuillade - Francesca Riccardi
- 1912 : Notre premier amour (363 m) de Léonce Perret
- 1912 : Nanine, femme d'artiste (681 m) de Léonce Perret
- 1912 : Le Château de la peur (368 m) de Louis Feuillade
- 1912 : Androclès (296 m) de Louis Feuillade
- 1912 : L'Accident (495 m) de Louis Feuillade - Andrée Dorfeuil
- 1912 : Laquelle ? (492 m) de Léonce Perret
- 1912 : La Grève des domestiques (La Conquête d'Aurélia) (492 m) de Léonce Perret
- 1912 : Marquisette et le troubadour de Léonce Perret
- 1912 : Une perle de Léonce Perret
- 1912 : Marget et Bénédict (403 m) de Léonce Perret - Bénédict
- 1912 : Main de fer de Léonce Perret
- 1912 : Le Lien (352 m) de Léonce Perret - Yvette Clarens
- 1912 : L'Espalier de la marquise (303 m) de Léonce Perret
- 1912 : Une leçon d'amour (280 m) de Léonce Perret - Christine
- 1912 : Le Petit restaurant de l'espace canin (167 m) d'Henri Fescourt
- 1912 : Jeune fille moderne (275 m) de Louis Feuillade
- 1912 : Un grand seigneur de Henri Fescourt
- 1912 : Tant de rêves s'en vont ainsi, (276 m) (Une production Gaumont)
- 1912 : Le Ténor (211 m) de Henri Fescourt - Yvette
- 1912 : Irma et le cor (Une production Gaumont)
- 1912 : Le Retour au foyer de Léonce Perret : Yvette Clarens
- 1912 : Belle-maman a du flair (Une production Gaumont)
- 1913 : La Vengeance du sergent de ville de Louis Feuillade
- 1913 : Le Revenant (700 m) de Louis Feuillade - Jeanne Danglade
- 1913 : Le Guet-apens (945 m) de Louis Feuillade - Madeleine de Croize
- 1913 : Les Yeux ouverts de Louis Feuillade
- 1913 : Le Secret du forçat (1 145 m) de Louis Feuillade - Mme de Chambourcy
- 1913 : Le Browning (425 m) de Louis Feuillade - Ève Choppart
- 1913 : L'Angoisse (608 m) de Louis Feuillade - Madeleine d'Aubricourt
- 1913 : Fantômas : Le faux magistrat de Louis Feuillade
- 1913 : Fantômas : À l'ombre de la guillotine de Louis Feuillade
- 1913 : Les Chasseurs de lions (580 m) de Louis Feuillade - Mlle Brémont
- 1913 : Fantômas : Juve contre Fantômas[4] (1 227 m) de Louis Feuillade - Joséphine
- 1913 : Fantômas : Le mort qui tue de Louis Feuillade
- 1913 : Madame Satan (850 m) de Robert Péguy
- 1913 : Son passé (602 m) de Henri Fescourt - Mlle de Craon
- 1913 : Fascination (880 m) de Gérard Bourgeois
- 1913 : L'Effroi de Louis Feuillade et Georges-André Lacroix
- 1913 : Le Fiancé impossible (245 m) de Henri Fescourt - Yvette
- 1913 : L'Homme aux deux visages (855 m) de Robert Péguy
- 1913 : Le Duel du fou (560 m) de ? - le fou
- 1914 : Au pays de la mort de Robert Péguy
- 1914 : Fantômas : Fantômas contre Fantômas de Louis Feuillade
- 1914 : Yvette se marie de ? - Yvette
- 1915 : L'Expiation (1 160 m) de Louis Feuillade
- 1915 : Son or de Louis Feuillade
- 1915 : L'Angoisse au foyer (600 m) de Louis Feuillade
- 1915 : La Course à l'abîme de Louis Feuillade
- 1916 : Les Bobines d'or (1 131 m) de Léonce Perret
- 1916 : Les Fourberies de Pingouin (695 m) de Louis Feuillade
- 1916 : Le Malheur qui passe (990 m) de Louis Feuillade
- 1916 : Le Double jeu (800 m) de Charles Burguet et Louis Feuillade
- 1916 : Marraines de France (962 m) de Léonce Perret
- 1916 : L'Aventure des millions (1 496 m) de Louis Feuillade - Lucette de Villermoz
- 1916 : Remember (1 025 m) de Charles Burguet - Lucienne Lenoir
- 1916 : Un mariage de raison de Louis Feuillade et Léonce Perret
- 1916 : C'est pour les orphelins ! de Louis Feuillade - la femme de l'artiste
- 1916 : Si vous ne l'aimez pas... (530 m) de Louis Feuillade
- 1916 : La Peine du talion (972 m) de Louis Feuillade - Mme Ferblantier
- 1916 : Quand minuit sonna (900 m) de Charles Burguet
- 1916 : L'Ombre tragique (914 m) de Louis Feuillade
- 1916 : Fille d'Eve (400 m) de Gaston Ravel
- 1916 : Le Fils de Charles Burguet
- 1917 : Judex 1 : Prologue + L'ombre mystérieuse de Louis Feuillade
- 1917 : Judex 2 : L'expiation de Louis Feuillade
- 1917 : Judex 3 : La meute fantastique de Louis Feuillade
- 1917 : Judex 4 : Le secret de la tombe de Louis Feuillade
- 1917 : Judex 5 : Le moulin tragique de Louis Feuillade
- 1917 : Judex 6 : Le môme réglisse de Louis Feuillade
- 1917 : Judex 7 : La femme en noir de Louis Feuillade
- 1917 : Judex 9 : Lorsque l'enfant parut de Louis Feuillade[5]
- 1917 : Judex 10 : Le secret de Jacqueline de Louis Feuillade
- 1917 : Judex 11 : L'ondine... et Sirène de Louis Feuillade
- 1917 : Judex 12 : Le pardon d'amour de Louis Feuillade
- 1917 : Déserteuse ! (1 403 m) de Louis Feuillade - Solange de Gensac
- 1917 : Le Passé de Monique (1 450 m) de Louis Feuillade
- 1917 : Herr Doktor (1 175 m) de Louis Feuillade
- 1917 : Le Bandeau sur les yeux (1 200 m - Diffusé en trois parties) de Louis Feuillade
- 1917 : L'Autre (1 150 m) de Louis Feuillade
- 1917 : La Fugue de Lily (1 125 m) de Louis Feuillade
- 1917 : Renoncement (760 m) de Edgar-Émile Violet
- 1917 : Fatale ressemblance de Production Gaumont
- 1918 : La Nouvelle Mission de Judex[6] (810 m) de Louis Feuillade
- 1918 : Le Calice (1 400 m) de Maurice Mariaud
- 1918 : La Maison d'argile (1 610 m) de Gaston Ravel- Valentine Rouchon
- 1918 : Le Calicot de Production C.C.L
- 1918 : Française malgré tout (1 800 m) de ?
- 1918 : Les Petites marionnettes (1 380 m) de Louis Feuillade - Mado Rubis
- 1918 : La Flamme - sorti en 1923 -  (1 350 m) de Gaston Leprieur - Hélène Dauvergbe
- 1919 : La Rafale de Jacques de Baroncelli
- 1919 : La Muraille qui pleure (1 190 m) de Gaston Leprieur - Marion
- 1920 : Mathias Sandorf d'Henri Fescourt
- 1921 : La Nuit du 13 (1 740 m) d'Henri Fescourt - Yvonne Muller
- 1921 : Chantelouve (1 500 m) de Georges Monca et Rose Pansini - la baronne de Thièvres
- 1922 : Judith (1 750 m) de Georges Monca et Rose Pansini - Gina Dicolle
- 1922 : Le crime de Monique (1 625 m) de Robert Péguy - Monique Ruffat
- 1925 : Âme d'artiste (2 250 m) de Germaine Dulac et Robert Péguy - Edith Campbell
- 1929 : Les Deux Timides (1 900 m) de René Clair - Mme Garadoux
- 1930 : Dans une île perdue de Alberto Cavalcanti
- 1931 : Vive la classe - court métrage - de Maurice Cammage
- 1932 : Monsieur Durand sénateur - court métrage - de Robert Péguy
- 1933 : Paradis d'amour - court métrage - de Maurice Windrow
- 1933 : L'assassin est ici - court métrage - de Robert Péguy
- 1937 : Ma petite marquise de Robert Péguy
- 1939 : Le Veau gras de Serge de Poligny
- 1945 : Un ami viendra ce soir de Raymond Bernard
- 1946 : Torrents de Serge de Poligny
- 1946 : Pas si bête d'André Berthomieu
- 1947 : Par la fenêtre de Gilles Grangier
- 1949 : La Veuve et l'Innocent de André Cerf : Mme Tiercelet
- 1962 : La Planque de Raoul André : la gouvernante

## Doublage
- 1936 : Les Révoltés du Bounty
- 1944 : Le Grand National : Araminty Brown (Anne Revere)
- 1949 : Chaînes conjugales : Mrs. Manley (Florence Bates)
- 1952 : La Peur du scalp : Ma Higgins (Connie Gilchrist)
- 1955 : L'Homme de la plaine : Kate Canady (Aline MacMahon)

## Théâtre
- 1928 : La Communion des saints de Magdeleine Bérubet, mise en scène Georges Pitoëff, Théâtre des Arts
- 1938 : Septembre de Constance Coline, mise en scène René Rocher, Théâtre du Vieux-Colombier
- 1941 : Le Maître de forges de Georges Ohnet, mise en scène Robert Ancelin, Théâtre de la Porte-Saint-Martin
- 1941 : La Porteuse de pain de Xavier de Montépin, mise en scène Robert Ancelin, Théâtre de la Porte-Saint-Martin
- 1943 : Mon oncle et mon curé de Jean de La Brète, mise en scène Robert Ancelin, Théâtre de la Porte-Saint-Martin
- 1945 : Lorenzaccio de Alfred de Musset, mise en scène Gaston Baty, Théâtre Montparnasse
- 1947 : Nous irons à Valparaiso de Marcel Achard, mise en scène Pierre Blanchar, Théâtre de l'Athénée
- 1948 : Nous irons à Valparaiso de Marcel Achard, mise en scène Pierre Blanchar, Théâtre des Ambassadeurs
- 1949 : Neiges de Marcelle Maurette et Georgette Paul, mise en scène Marguerite Jamois, Théâtre Montparnasse
- 1950 : Le Feu sur la terre de François Mauriac, mise en scène Jean Vernier, Théâtre des Célestins, Théâtre Hébertot